# J.League Division 1 2001
Die J.League Division 1 2001 war die neunte Spielzeit der höchsten Division der japanischen J.League und die dritte unter dem Namen Division 1. An ihr nahmen sechzehn Vereine teil. Die reguläre Saison wurde in zwei Halbserien ausgetragen und begann am 10. März 2001. Nach dem Ende der zweiten Halbserie am 24. November 2001 spielten die Sieger der beiden Halbserien, Júbilo Iwata und Kashima Antlers, in zwei Spielen um den japanischen Meistertitel. Diese Endspiele wurden nach der regulären Saison am 2. und 8. Dezember ausgetragen. Nach einem 2:2 in Iwata gewann Kashima das Rückspiel mit 1:0 und verteidigte so den Titel, für die Antlers war es die insgesamt vierte Meisterschaft.
Absteiger in die J.League Division 2 2002 waren Avispa Fukuoka und Cerezo Osaka.

## Modus
Wie in der Vorsaison standen sich die Vereine zweimal, also je einmal zuhause und einmal auswärts, gegenüber, allerdings wurden beide Halbserien als getrennte Meisterschaften gewertet. Bei Gleichstand nach 90 Minuten wurde die Spielzeit um zweimal 15 Minuten verlängert, wobei die Golden-Goal-Regel zur Anwendung kam. Stand es danach immer noch unentschieden, wurde das Spiel als solches gewertet.
Für einen Sieg nach regulärer Spielzeit gab es drei, für einen Sieg in der Verlängerung zwei Punkte; bei einem Unentschieden gab es für jede Mannschaft einen Zähler. Die Tabelle einer jeden Halbserie wurde also nach den folgenden Kriterien erstellt:
1. Anzahl der erzielten Punkte
2. Tordifferenz
3. Erzielte Tore
4. Ergebnisse der Spiele untereinander
5. Entscheidungsspiel oder Münzwurf

Nach Ende einer Halbserie qualifizierte sich der Verein mit den meisten Punkten für die Endspiele um die japanische Meisterschaft. Der Sieger der Endspiele qualifizierte sich als japanischer Meister für die AFC Champions League 2002/03. Zur Ermittlung der beiden Absteiger wurde nach Ende der Saison nach den gleichen Kriterien wie oben angegeben eine Tabelle über die gesamte Spielzeit gebildet, die beiden schlechtesten Mannschaften mussten den Gang in die Zweitklassigkeit antreten.

## Teilnehmer
Insgesamt nahmen sechzehn Mannschaften an der Spielzeit teil. Nicht mehr dabei waren der Tabellenletzte der Vorsaison, Kawasaki Frontale sowie der Vorletzte Kyōto Purple Sanga, die beide in die J.League Division 2 2001 absteigen mussten. J.League-Gründungsmitglied Kyōto beendete mit dem Abstieg eine acht Jahre andauernde Zugehörigkeit zur Division 1, Kawasaki Frontale kehrte dagegen nach nur einem Jahr auf höchstem Niveau in die Zweitklassigkeit zurück.
Ersetzt wurden die beiden Absteiger durch Consadole Sapporo, den Meister der Division 2 2000, sowie dem Zweitplatzierten Urawa Red Diamonds. Consadole schaffte nach zwei Jahren im Unterhaus die Rückkehr in die Division 1, Urawa gelang nach dem Abstieg aus dem Oberhaus 1999 die sofortige Wiederkehr.
Zudem wechselte das andere Team Kawasakis den Standort. Aufgrund von wirtschaftlichen Problemen und zunehmender Probleme, Zuspruch von den heimischen Fans zu erlangen, beschloss Verdy Kawasaki den Umzug nach Tokio mit Beginn der Saison 2001. Vor der Gründung der J.League spielte das Team unter dem Namen Yomiuri FC schon einmal dort, der neue Name Tokyo Verdy 1969 sollte an diese Tradition anknüpfen. Allerdings trug der Ortswechsel nur bedingt Früchte; die Zuschauerzahlen stiegen zwar wie beabsichtigt, jedoch blieben sie durch den ein Jahr zuvor ebenfalls in die Division 1 aufgestiegenen Stadtrivalen FC Tokyo deutlich hinter den ursprünglichen Erwartungen zurück.
| Verein               | Stadt/Region         |
| -------------------- | -------------------- |
| Avispa Fukuoka       | Fukuoka, Fukuoka     |
| Cerezo Osaka         | Osaka, Osaka         |
| Consadole Sapporo    | Sapporo, Hokkaidō    |
| Gamba Osaka          | Suita, Osaka         |
| JEF United Ichihara  | Ichihara, Chiba      |
| Júbilo Iwata         | Iwata, Shizuoka      |
| Kashima Antlers      | Kashima, Ibaraki     |
| Kashiwa Reysol       | Kashiwa, Chiba       |
| Nagoya Grampus Eight | Nagoya, Aichi        |
| Sanfrecce Hiroshima  | Hiroshima, Hiroshima |
| Shimizu S-Pulse      | Shizuoka, Shizuoka   |
| FC Tokyo             | Tokio                |
| Tokyo Verdy 1969     | Tokio                |
| Urawa Red Diamonds   | Saitama1, Saitama    |
| Vissel Kōbe          | Kōbe, Hyōgo          |
| Yokohama F. Marinos  | Yokohama, Kanagawa   |

Anmerkung
1 Die Stadt Urawa wurde während der Saison am 1. Mai 2001 zusammen mit drei benachbarten Städten zur neuen Stadt Saitama zusammengefasst.

## Trainer
| Verein               | Cheftrainer                                             |
| -------------------- | ------------------------------------------------------- |
| Consadole Sapporo    | Takeshi Okada                                           |
| Kashima Antlers      | Toninho Cerezo                                          |
| Urawa Reds           | Tita → Pita                                             |
| JEF United Ichihara  | Zdenko Verdenik → Sugao Kambe                           |
| Kashiwa Reysol       | Akira Nishino → Steve Perryman                          |
| FC Tokyo             | Kiyoshi Ōkuma                                           |
| Tokyo Verdy 1969     | Yasutarō Matsuki → Yukitaka Omi                         |
| Yokohama F. Marinos  | Osvaldo Ardiles → Yoshiaki Shimojō → Sebastião Lazaroni |
| Shimizu S-Pulse      | Zdravko Zemunović                                       |
| Júbilo Iwata         | Masakazu Suzuki                                         |
| Nagoya Grampus Eight | João Carlos → Tetsurō Miura                             |
| Gamba Osaka          | Hiroshi Hayano → Kazuhiko Takemoto                      |
| Cerezo Osaka         | Hiroshi Soejima → João Carlos → Akihiro Nishimura       |
| Vissel Kobe          | Ryōichi Kawakatsu                                       |
| Sanfrecce Hiroshima  | Waleri Nepomnjaschtschi                                 |
| Avispa Fukuoka       | Nestor Omar Piccoli                                     |

## Spieler
| Verein               | Spieler |
| -------------------- | --- |
| Consadole Sapporo    | Yōhei Satō (29/0), Ryūji Tabuchi (29/0), Hideaki Mori (23/0), Takumi Morikawa (15/0), Yoshihiro Natsuka (18/0), Kensaku Ōmori (29/0), Yoshikazu Nonomura (22/0), Biju (24/1), Will (26/24), Almir (14/0), Ryūji Bando (27/9), Tomotaka Fukagawa (11/0), Tsuyoshi Furukawa (13/0), Haruki Seto (2/0), Hitoshi Morishita (13/0), Kenji Kikawada (13/0), Masashi Ōguro (4/0), Kōji Yamase (24/3), Yuzuki Itō (14/1), Tomohiro Wanami (20/2), Yōsuke Fujigaya (1/0), Yūshi Soda (9/0), Kōji Nakao (3/0), Yasuyuki Konno (17/0), Adalto (7/2), Gakuya Horii (6/1) |
| Kashima Antlers      | Daijirō Takakuwa (9/0), Akira Narahashi (27/3), Yutaka Akita (29/2), Fabiano (19/0), Kōji Nakata (25/8), Yasuto Honda (24/0), Naoki Sōma (7/0), Mitsuo Ogasawara (24/7), Tomoyuki Hirase (23/0), Bismarck (26/6), Yoshiyuki Hasegawa (11/2), Atsushi Yanagisawa (26/12), Kenji Haneda (6/1), Seiji Kaneko (8/1), Masashi Motoyama (21/3), Jun Uchida (9/0), Kōji Kumagai (20/0), Yoshirō Nakamura (9/0), Hitoshi Sogahata (21/0), Takeshi Aoki (8/0), Takuya Nozawa (5/0), Yūichi Nemoto (5/0), Tomohiko Ikeuchi (8/0), Takayuki Suzuki (26/6), Yasutaka Kobayashi (1/0), Augusto (13/5) |
| Urawa Reds           | Tomoyasu Andō (9/0), Nobuhisa Yamada (27/3), Masami Ihara (26/1), Masaki Tsuchihashi (22/0), Donizete (7/0), Toshiya Ishii (30/0), Masayuki Okano (8/0), Shinji Ono (14/2), Masahiro Fukuda (14/2), Adriano (22/6), Tuto (24/8), Tsutomu Nishino (11/0), Keita Suzuki (15/1), Yasushi Fukunaga (9/0), Tomoyuki Yoshino (1/0), Yōhei Nishibe (21/0), Ryūji Kawai (1/0), Yūichirō Nagai (25/6), Hideki Uchidate (18/0), Toshiyuki Abe (23/3), Ichiei Muroi (2/0), Shinji Jōjō (12/0), Tomonobu Hayakawa (1/0), Takamasa Watanabe (1/0), Manabu Ikeda (13/0), Tatsuya Tanaka (19/3), Ryūji Michiki (16/0), Emerson (13/7), Harison (6/2)                                                                                     |
| JEF United Ichihara  | Riki Takasaki (1/0), Eisuke Nakanishi (29/3), Yasushi Kita (7/0), Takayuki Chano (22/1), Milinovic (26/3), Yūki Abe (17/3), Shin’ichi Mutō (28/3), Shigetoshi Hasebe (24/1), Katsutomo Ōshiba (30/9), Choi Yong-soo (26/21), Mujcin (27/3), Tomonori Tateishi (8/0), Megumu Yoshida (22/1), Hisato Satō (14/2), Hiroyasu Ibata (5/1), Takenori Hayashi (23/4), Ryō Kushino (21/0), Takashi Uemura (4/0), Shinji Murai (25/1), Hideomi Yamamoto (4/0), Masataka Sakamoto (19/3), Takuma Sugano (3/1), Akihiro Tabata (5/0), Kazuyoshi Mikami (7/0) |
| Kashiwa Reysol       | Yūta Minami (29/0), Shigenori Hagimura (19/1), Norihiro Satsukawa (26/1), Takeshi Watanabe (29/3), Sōta Nakazawa (1/0), Tomonori Hirayama (29/3), Tomokazu Myōjin (29/0), Yoo Sang-chul (24/9), Hideaki Kitajima (28/7), Harutaka Ōno (26/9), Nozomu Katō (22/4), Naoki Sakai (12/1), Mitsuteru Watanabe (28/4), Makoto Sunakawa (23/1), Dai Satō (1/0), Hwang Sun-hong (21/10), Tōru Irie (4/0), Hong Myung-bo (15/0), Kensuke Nebiki (21/0), Arata Sugiyama (4/0), Tarō Hasegawa (2/1), Shin’ya Tanoue (3/2), Keiji Tamada (2/0), Tadamichi Machida (7/2) |
| FC Tokyo             | Yōichi Doi (30/0), Naruyuki Naitō (11/0), Sandro (29/0), Mitsunori Yamao (7/0), Takahiro Shimotaira (16/0), Takayuki Komine (25/0), Satoru Asari (25/0), Ryūji Fujiyama (30/0), Wagner Lopes (10/3), Kenji Fukuda (11/1), Fumitake Miura (27/3), Amaral (25/17), Osamu Umeyama (3/0), Kensuke Kagami (14/3), Yukihiko Satō (28/3), Tetsuya Itō (23/1), Tōru Kaburagi (9/1), Tadatoshi Masuda (10/0), Kelly (26/9), Hideaki Ozawa (1/0), Tetsuhiro Kina (23/0), Masamitsu Kobayashi (20/1), Masashi Miyazawa (1/0), Masatoshi Matsuda (1/0), Jun Enomoto (1/0), Mitsuhiro Toda (12/2), Minoru Kobayashi (3/0) |
| Tokyo Verdy 1969     | Shinkichi Kikuchi (16/0), Takuya Yamada (29/2), Yoshihiro Nishida (26/2), Kentarō Hayashi (17/2), Atsushi Yoneyama (21/1), Atsuhiro Miura (22/3), Yoshiyuki Kobayashi (19/0), Tsuyoshi Kitazawa (23/0), Nobuhiro Takeda (19/2), Hideki Nagai (20/5), Masakiyo Maezono (13/1), Keiji Ishizuka (13/3), Yūji Hironaga (9/0), Kōichi Sugiyama (11/0), Naoto Sakurai (21/3), Hayato Yano (3/0), Toshimi Kikuchi (14/1), Takafumi Ogura (25/3), Kazunori Iio (11/0), Kenji Honnami (15/0), Yūji Nakazawa (26/0), Takumi Hayama (2/0), Seitarō Tomisawa (1/0), Kazuki Hiramoto (7/0), Daigo Kobayashi (5/0), Masakazu Senuma (3/0), Tadaaki Matsubara (2/0), Marquinhos (14/8), Edmundo (5/2), Takashi Seki (3/0), Emerson (7/0) |
| Yokohama F. Marinos  | Yoshikatsu Kawaguchi (25/0), Yoshiaki Maruyama (5/0), Naoki Matsuda (29/0), Yasuhiro Hato (27/0), Norio Omura (21/1), Yoshiharu Ueno (25/4), Lipatin (1/0), Naza (11/1), Akihiro Endō (30/1), Leandro (3/0), Brito (10/8), Shunsuke Nakamura (24/3), Shōji Jō (25/2), Kunio Nagayama (20/1), Seiji Koga (4/0), Tomokazu Hirama (16/1), Tatsuya Enomoto (5/0), Ryōsuke Kijima (20/0), Naohiro Ishikawa (13/1), Daisuke Tonoike (7/0), Sōtarō Yasunaga (6/0), Hayuma Tanaka (16/0), Yūki Kaneko (8/0), Yutaka Tahara (13/1), Shōgo Kobara (5/0), Masahiro Kazuma (10/1), Daisuke Sakata (11/2), Dutra (12/3) |
| Shimizu S-Pulse      | Masanori Sanada (4/0), Toshihide Saitō (20/1), Takuma Koga (27/0), Kazuyuki Toda (27/0), Katsumi Ōenoki (11/0), Teruyoshi Itō (27/1), Alessandro Santos (30/12), Sōtarō Yasunaga (12/2), Masaaki Sawanobori (26/9), Ryūzō Morioka (30/1), Yasuhiro Yoshida (14/1), Kōhei Hiramatsu (30/4), Yoshikiyo Kuboyama (19/5), Keisuke Hada (18/0), Takayuki Yokoyama (23/8), Baron (28/15), Takaya Kurokawa (8/0), Kazumichi Takagi (5/0), Daisuke Ichikawa (30/2), Kōtarō Yamazaki (9/0) |
| Júbilo Iwata         | Van Zwam (26/0), Hideto Suzuki (27/0), Gō Ōiwa (28/2), Naoya Saeki (1/0), Makoto Tanaka (24/1), Toshihiro Hattori (27/5), Hiroshi Nanami (17/1), Daisuke Oku (25/4), Masashi Nakayama (30/16), Toshiya Fujita (26/11), Norihiro Nishi (22/2), Tomoaki Ōgami (3/0), Nobuo Kawaguchi (23/0), Takahiro Yamanishi (13/0), Zivkovic (13/0), Norihisa Shimizu (16/5), Naohiro Takahara (13/8), Jō Kanazawa (19/2), Hiromasa Yamamoto (2/0), Takahiro Kawamura (6/0), Takashi Fukunishi (29/4), Ryōichi Maeda (9/2), Tomoaki Seino (2/0), Takashi Hirano (3/0) |
| Nagoya Grampus Eight | Seigō Narazaki (28/0), Keiji Kaimoto (21/0), Yasunari Hiraoka (21/1), Masayuki Ōmori (25/0), Masahiro Koga (18/0), Motohiro Yamaguchi (28/1), Oulida (28/2), Tomoyuki Sakai (25/3), Kenji Fukuda (8/2), Stojkovic (15/3), Ueslei (28/21), Kunihiko Takizawa (16/0), Naoki Hiraoka (12/2), Yasuyuki Moriyama (26/12), Seiji Honda (2/0), Junji Nishizawa (17/0), Kō Ishikawa (15/0), Ryūta Hara (2/1), Tetsuya Okayama (23/2), Marcelo (13/3), Takafumi Yoshimoto (1/0), Naoshi Nakamura (11/1), Yūsuke Nakatani (14/0), Masahiro Iwata (1/0), Taku Harada (3/0), Taisei Fujita (3/0), Adriano (1/0) |
| Gamba Osaka          | Shin Asahina (6/0), Masao Kiba (30/0), Noritada Saneyoshi (1/0), Satoshi Yamaguchi (22/2), Jun’ichi Inamoto (13/2), Tomohiro Katanosaka (10/0), Hitoshi Morishita (5/0), Nino Bule (27/17), Vital (20/6), Hiromi Kojima (17/2), Takayuki Yamaguchi (7/0), Shinsuke Sakimoto (2/0), Takahiro Futagawa (26/2), Tōru Araiba (29/3), Kōta Yoshihara (27/11), Yasuhito Endō (29/4), Dambury (6/0), Hrgovic (4/0), Naoki Matsuyo (1/0), Ryōta Tsuzuki (29/0), Masanobu Matsunami (26/1), Yūsuke Igawa (1/0), Satoshi Nakayama (3/0), Hideo Hashimoto (17/0), Hiroshige Yanagimoto (28/0), Tsuneyasu Miyamoto (24/0) |
| Cerezo Osaka         | Seigo Shimokawa (17/0), Daisuke Saitō (28/2), Kazuaki Tasaka (29/1), Shigeki Kurata (16/1), Yoon Jong-hwan (26/4), Kim Doh-keun (13/0), Wagner (8/0), Hiroaki Morishima (22/3), Kenji Ōshiba (22/9), Noh Jung-yoon (12/1), Marcelo (8/1), Masaya Nishitani (20/5), Takao Yamauchi (20/0), Satoru Suzuki (23/0), Yoshito Ōkubo (20/2), Nobuki Hara (4/0), Kazuo Shimizu (8/0), Kōhei Morita (6/0), Takanori Nunobe (7/0), Naoki Mori (8/0), Kazumasa Kawano (12/0), Tsutomu Fujihara (1/0), Michiharu Sugimoto (7/1), Kazunari Okayama (28/3), Hayato Ochi (5/0), Daisuke Yoneyama (1/0), Yasuo Manaka (24/5), Kiyokazu Kudō (12/1), Claudio (2/0), Ichiei Muroi (10/0), Washington (2/1)                                  |
| Vissel Kobe          | Makoto Kakegawa (29/0), Naoto Matsuo (25/2), Takehito Suzuki (21/2), Santos (26/0), Sidiclei (28/0), Tomo Sugawara (15/0), Kōji Yoshimura (28/1), Takanori Nunobe (15/1), Mitsutoshi Watada (25/6), Shigeyoshi Mochizuki (24/0), Kazuyoshi Miura (29/11), Takehito Shigehara (9/0), Shigeru Morioka (5/0), Jirō Takeda (1/0), Yukio Tsuchiya (28/4), Mitsunori Yabuta (23/4), Takayuki Yamaguchi (7/0), Daniel (29/7), Kiyomitsu Kobari (1/0), Kazuhiro Mori (8/0), Kunie Kitamoto (6/0), Naoya Saeki (10/0), Masayuki Okano (11/3) |
| Sanfrecce Hiroshima  | Takashi Shimoda (29/0), Shin’ya Kawashima (4/0), Oleg (12/2), Kentarō Sawada (24/0), Hiroyoshi Kuwabara (28/0), Yūichi Komano (24/1), Ryōsuke Okuno (21/1), Hajime Moriyasu (16/0), Kazuyuki Morisaki (26/1), Corica (22/11), Tatsuhiko Kubo (30/15), Chikara Fujimoto (28/9), Ryūji Katō (2/0), Yutaka Takahashi (24/5), Kōji Morisaki (2/2), Naoya Umeda (10/0), Kōta Hattori (28/0), Popovic (7/0), Skachenko (11/2), Ken’ichi Uemura (25/2), Susumu Ōki (20/8), Tulio (17/1), Kyōhei Yamagata (2/0), Yūki Matsushita (1/0), Kōsuke Yatsuda (3/0), Sachio Yoshida (1/0), Kōhei Miyazaki (3/0) |
| Avispa Fukuoka       | Nobuyuki Kojima (8/0), Shin’ichi Kawaguchi (9/0), Yoshitaka Fujisaki (13/0), Mitsuaki Kojima (29/0), Yasutoshi Miura (26/0), Yoshiyuki Shinoda (20/0), Satoru Noda (28/0), Badea (28/4), Vilallonga (7/0), Biaggio (12/2), Daisuke Nakaharai (27/1), Bisconti (5/3), Hideki Tsukamoto (14/0), Kōji Maeda (21/1), Yoshiteru Yamashita (21/6), Takuji Miyoshi (8/0), Takashi Hirajima (20/1), Tomoji Eguchi (13/3), Yūshi Ozaki (10/0), Tomoaki Komorida (2/0), Takeshi Ushibana (5/0), Tatsunori Hisanaga (21/3), Tōru Miyamoto (1/0), Hiroki Hattori (25/2), Yoshika Matsubara (8/0), Naruyuki Naitō (10/0), Wagner Lopes (8/7), Noh Jung-yoon (13/2)                                                                     |

## Statistik

### Erste Halbserie
Die erste Halbserie begann am 10. März 2001 und endete am 21. Juli 2001. Die Halbserie wurde von Júbilo Iwata gewonnen.

#### Tabelle
|     | Verein               | Sp | Siege | Siege | U | Niederl. | Niederl. | Pkte | T  | GT | Diff. | Kommentare                                  |
| 90′ | Verein               | Sp | GG    | 90′   | U | GG       |          | Pkte | T  | GT | Diff. | Kommentare                                  |
| --- | -------------------- | -- | ----- | ----- | - | -------- | -------- | ---- | -- | -- | ----- | ------------------------------------------- |
| 1   | Júbilo Iwata         | 15 | 9     | 4     | 1 | 0        | 1        | 36   | 32 | 12 | +20   | Qualifikation zur Suntory Championship 2001 |
| 2   | JEF United Ichihara  | 15 | 7     | 3     | 0 | 3        | 2        | 27   | 35 | 26 | +9    |                                             |
| 3   | Nagoya Grampus Eight | 15 | 5     | 5     | 2 | 3        | 0        | 27   | 29 | 20 | +9    |                                             |
| 4   | Shimizu S-Pulse      | 15 | 6     | 4     | 0 | 3        | 2        | 26   | 28 | 18 | +10   |                                             |
| 5   | Gamba Osaka          | 15 | 7     | 2     | 0 | 3        | 3        | 25   | 29 | 22 | +7    |                                             |
| 6   | Kashiwa Reysol       | 15 | 6     | 2     | 0 | 5        | 2        | 22   | 29 | 23 | +6    |                                             |
| 7   | Urawa Red Diamonds   | 15 | 6     | 1     | 1 | 6        | 1        | 21   | 24 | 22 | +2    |                                             |
| 8   | Consadole Sapporo    | 15 | 6     | 0     | 3 | 4        | 2        | 21   | 20 | 21 | −1    |                                             |
| 9   | FC Tokyo             | 15 | 5     | 3     | 0 | 7        | 0        | 21   | 18 | 19 | −1    |                                             |
| 10  | Vissel Kobe          | 15 | 5     | 1     | 2 | 4        | 3        | 19   | 16 | 20 | −4    |                                             |
| 11  | Kashima Antlers      | 15 | 5     | 1     | 1 | 5        | 3        | 18   | 21 | 23 | −2    |                                             |
| 12  | Avispa Fukuoka       | 15 | 4     | 1     | 0 | 8        | 2        | 14   | 13 | 25 | −12   |                                             |
| 13  | Sanfrecce Hiroshima  | 15 | 3     | 2     | 0 | 8        | 2        | 13   | 25 | 33 | −8    |                                             |
| 14  | Cerezo Osaka         | 15 | 3     | 0     | 2 | 8        | 2        | 11   | 22 | 31 | −9    |                                             |
| 15  | Yokohama F. Marinos  | 15 | 3     | 0     | 2 | 7        | 3        | 11   | 13 | 24 | −11   |                                             |
| 16  | Tokyo Verdy 1969     | 15 | 2     | 2     | 0 | 8        | 3        | 10   | 16 | 31 | −15   |                                             |

### Zweite Halbserie
Die zweite Halbserie begann am 11. August 2001 und endete am 24. November 2001. Kashima Antlers qualifizierte sich durch den Gewinn der Serie für die Suntory Championship.

#### Tabelle
|     | Verein               | Sp | Siege | Siege | U | Niederl. | Niederl. | Pkte | T  | GT | Diff. | Kommentare                                  |
| 90′ | Verein               | Sp | GG    | 90′   | U | GG       |          | Pkte | T  | GT | Diff. | Kommentare                                  |
| --- | -------------------- | -- | ----- | ----- | - | -------- | -------- | ---- | -- | -- | ----- | ------------------------------------------- |
| 1   | Kashima Antlers      | 15 | 10    | 3     | 0 | 2        | 0        | 36   | 36 | 19 | +17   | Qualifikation zur Suntory Championship 2001 |
| 2   | Júbilo Iwata         | 15 | 9     | 4     | 0 | 2        | 0        | 35   | 31 | 14 | +17   |                                             |
| 3   | Sanfrecce Hiroshima  | 15 | 8     | 0     | 0 | 7        | 0        | 24   | 36 | 27 | +9    |                                             |
| 4   | Shimizu S-Pulse      | 15 | 5     | 4     | 0 | 5        | 1        | 23   | 34 | 27 | +7    |                                             |
| 5   | JEF United Ichihara  | 15 | 7     | 0     | 2 | 6        | 0        | 23   | 25 | 28 | −3    |                                             |
| 6   | Nagoya Grampus Eight | 15 | 7     | 0     | 1 | 6        | 1        | 22   | 27 | 25 | +2    |                                             |
| 7   | Kashiwa Reysol       | 15 | 6     | 0     | 3 | 6        | 0        | 21   | 29 | 23 | +6    |                                             |
| 8   | FC Tokyo             | 15 | 5     | 0     | 5 | 4        | 1        | 20   | 29 | 28 | +1    |                                             |
| 9   | Tokyo Verdy 1969     | 15 | 6     | 0     | 2 | 5        | 2        | 20   | 22 | 26 | −4    |                                             |
| 10  | Yokohama F. Marinos  | 15 | 4     | 2     | 3 | 3        | 3        | 19   | 19 | 20 | −1    |                                             |
| 11  | Gamba Osaka          | 15 | 5     | 0     | 2 | 7        | 1        | 17   | 21 | 26 | −5    |                                             |
| 12  | Urawa Red Diamonds   | 15 | 4     | 0     | 3 | 5        | 3        | 15   | 20 | 24 | −4    |                                             |
| 13  | Vissel Kobe          | 15 | 3     | 0     | 5 | 6        | 1        | 14   | 25 | 32 | −7    |                                             |
| 14  | Consadole Sapporo    | 15 | 3     | 1     | 2 | 7        | 2        | 13   | 23 | 29 | −6    |                                             |
| 15  | Avispa Fukuoka       | 15 | 3     | 1     | 2 | 6        | 3        | 13   | 22 | 31 | −9    |                                             |
| 16  | Cerezo Osaka         | 15 | 2     | 3     | 0 | 10       | 0        | 12   | 19 | 39 | −20   |                                             |

### Gesamttabelle
|                        | Verein               | Sp | Siege | Siege | U | Niederl. | Niederl. | Pkte | T  | GT | Diff. | Kommentare                                |
| 90′                    | Verein               | Sp | GG    | 90′   | U | GG       |          | Pkte | T  | GT | Diff. | Kommentare                                |
| ---------------------- | -------------------- | -- | ----- | ----- | - | -------- | -------- | ---- | -- | -- | ----- | ----------------------------------------- |
| 1/2                    | Júbilo Iwata         | 30 | 18    | 8     | 1 | 2        | 1        | 71   | 63 | 26 | +37   |                                           |
| 1/2                    | Kashima Antlers      | 30 | 15    | 4     | 1 | 7        | 3        | 54   | 57 | 42 | +15   |                                           |
| 3                      | JEF United Ichihara  | 30 | 14    | 3     | 2 | 9        | 2        | 50   | 60 | 54 | +6    |                                           |
| 4                      | Shimizu S-Pulse      | 30 | 11    | 8     | 0 | 8        | 3        | 49   | 62 | 45 | +17   |                                           |
| 5                      | Nagoya Grampus Eight | 30 | 12    | 5     | 3 | 9        | 1        | 49   | 56 | 45 | +11   |                                           |
| 6                      | Kashiwa Reysol       | 30 | 12    | 2     | 3 | 11       | 2        | 43   | 58 | 46 | +12   |                                           |
| 7                      | Gamba Osaka          | 30 | 12    | 2     | 2 | 10       | 4        | 42   | 50 | 48 | +2    |                                           |
| 8                      | FC Tokyo             | 30 | 10    | 3     | 5 | 11       | 1        | 41   | 47 | 47 | ±0    |                                           |
| 9                      | Sanfrecce Hiroshima  | 30 | 11    | 2     | 0 | 15       | 2        | 37   | 61 | 60 | +1    |                                           |
| 10                     | Urawa Red Diamonds   | 30 | 10    | 1     | 4 | 11       | 4        | 36   | 44 | 46 | −2    |                                           |
| 11                     | Consadole Sapporo    | 30 | 9     | 1     | 5 | 11       | 4        | 34   | 43 | 50 | −7    |                                           |
| 12                     | Vissel Kobe          | 30 | 8     | 1     | 7 | 10       | 4        | 33   | 41 | 52 | −11   |                                           |
| 13                     | Yokohama F. Marinos  | 30 | 7     | 2     | 5 | 10       | 6        | 30   | 32 | 44 | −12   |                                           |
| 14                     | Tokyo Verdy 1969     | 30 | 8     | 2     | 2 | 13       | 5        | 30   | 38 | 57 | −19   |                                           |
| 15                     | Avispa Fukuoka       | 30 | 7     | 2     | 2 | 14       | 5        | 27   | 35 | 56 | −21   | Absteiger in die J.League Division 2 2002 |
| 16                     | Cerezo Osaka         | 30 | 5     | 3     | 2 | 18       | 2        | 23   | 41 | 70 | −29   | Absteiger in die J.League Division 2 2002 |
| Stand: Ende der Saison |                      |    |       |       |   |          |          |      |    |    |       |                                           |

### Suntory Championship
Wie im Vorjahr endete das Hinspiel unentschieden, und ebenso wie im Vorjahr entschied Kashima Antlers das Rückspiel für sich, auch wenn dieses Mal ein Golden Goal durch Mitsuo Ogasawara nötig war. Das Team von der Pazifikküste erlangte den insgesamt vierten Meistertitel.

#### Hinspiel
| Paarung        | Júbilo Iwata – Kashima Antlers                                                                             |
| Ergebnis       | 2:2 (1:0)                                                                                                  |
| Datum          | 2. Dezember 2001                                                                                           |
| Stadion        | Shizuoka Stadium Ecopa, Shizuoka                                                                           |
| Zuschauer      | 32.368 |
| Schiedsrichter | Masayoshi Okada                                                                                            |
| Tore           | 1:0 Toshihiro Hattori (11.), 2:0 Masashi Nakayama (54.), 2:1 Yutaka Akita (79.), 2:2 Tomoyuki Hirase (83.) |

#### Rückspiel
| Paarung        | Kashima Antlers – Júbilo Iwata           |
| Ergebnis       | 1:0 n. GG.                               |
| Datum          | 8. Dezember 2001                         |
| Stadion        | Kashima Soccer Stadium, Kashima          |
| Zuschauer      | 40.115                                   |
| Schiedsrichter | Leslie Mottram                           |
| Tore           | 1:0 Mitsuo Ogasawara (100., Golden Goal) |

## Preise

### Fußballer des Jahres
- Toshiya Fujita (Júbilo Iwata)

### Beste Torschützen
| Rang | Spieler            | Verein               | Tore | Spiele |
| ---- | ------------------ | -------------------- | ---- | ------ |
| 1    | Will               | Consadole Sapporo    | 24   | 26     |
| 2    | Choi Yong-soo      | JEF United Ichihara  | 21   | 26     |
| 2    | Ueslei             | Nagoya Grampus Eight | 21   | 28     |
| 4    | Amaral             | FC Tokyo             | 17   | 25     |
| 4    | Nino Bule          | Gamba Osaka          | 17   | 27     |
| 6    | Masashi Nakayama   | Júbilo Iwata         | 16   | 30     |
| 7    | Baron              | Shimizu S-Pulse      | 15   | 28     |
| 7    | Tatsuhiko Kubo     | Sanfrecce Hiroshima  | 15   | 30     |
| 9    | Atsushi Yanagisawa | Kashima Antlers      | 12   | 26     |
| 9    | Yasuyuki Moriyama  | Nagoya Grampus Eight | 12   | 26     |
| 9    | Alessandro Santos  | Shimizu S-Pulse      | 12   | 30     |

### Rookie des Jahres
- Kōji Yamase (Consadole Sapporo)

### Best XI
- Arno van Zwam (Júbilo Iwata)
- Gō Ōiwa (Júbilo Iwata)
- Yutaka Akita (Kashima Antlers)
- Akira Narahashi (Kashima Antlers)
- Mitsuo Ogasawara (Kashima Antlers)
- Takashi Fukunishi (Júbilo Iwata)
- Toshiya Fujita (Júbilo Iwata)
- Toshihiro Hattori (Júbilo Iwata)
- Kōji Nakata (Kashima Antlers)
- Will (Consadole Sapporo)
- Atsushi Yanagisawa (Kashima Antlers)